# 仙台市立荒井小学校
仙台市立荒井小学校（せんだいしりつ あらいしょうがっこう）は、宮城県仙台市若林区伊在3丁目にある公立小学校である。

## 概要
- 本校は、七郷小学校が2015年（平成27年）12月6日に開業した市営地下鉄東西線の影響で、住宅開発が進み、人口も増加した事から、既存の施設では対応できなくなり、学区の一部を分離して開校した[1]。
- なお、七郷小学校の前身に「荒井小学校」があるが、本校との直接の関係は無い[2]。

## 沿革
- 2018年（平成30年）11月 - 校舎工事着工[3]。
- 2020年（令和2年）
  - 3月26日 - 校舎完成[4]。
  - 4月1日 - 七郷小学校から分離開校。
  - 4月6日 - 開校式挙行[1]。
  - 4月24日 - 公式ブログ開設[5]。
  - 6月1日 - 4月8日に行われる予定だったが、新型コロナウイルス感染拡大の影響で延期された第1回入学式が挙行された。
- 2021年（令和3年）
  - 3月18日 - 第1回卒業式挙行。
  - 3月24日 - 最初の修了式挙行。
  - 3月29日 - 最初の離任式挙行。

## 学区
出典
- 若林区
  - 荒井2丁目（全域）
  - 荒井4丁目（全域）
  - 荒井5丁目（全域）
  - 伊在2丁目（全域）
  - 伊在3丁目（全域）
  - 卸町東1丁目（全域）
  - 卸町東2丁目（全域）
  - 卸町東3丁目（全域）
  - 卸町東4丁目（全域）
  - 卸町東5丁目（2～7番）
  - 鶴代町（1～3番）
  - 六丁の目北町（全域）
  - 六丁の目中町（全域）
  - 六丁の目西町（6～8番）
  - 六丁の目東町（全域）
  - 六丁の目南町（2～11番）
  - 荒井（字川田の一部、字東の一部）
    - 詳細な地番は、仙台市教育委員会まで要問い合わせ。

  - 六丁の目（全域）
- 宮城野区
  - 扇町4丁目（4番のみ）

## 主な進学先
出典
公立中学校に進学する場合
- 七郷中学校

## アクセス
- 仙台市地下鉄東西線六丁の目駅（南1出口）から、徒歩約690m・約12分。
- 仙台市営バス「六丁の目西町」バス停から、徒歩約535m・約9分。

## 周辺
- 社会福祉法人青葉福祉会荒井青葉保育園 - 進学前保育園のひとつ
- 仙台整形外科
- 六丁の目南町公園
- 学校法人陸奥国分寺学園認定こども園・るり幼稚園 - 進学前幼稚園のひとつ
- リンナイホットラボ（ショールーム）